# Sakyong Mipham
Sakyong Jamgon Mipham Rinpoche, Jampal Trinley Dradul (tyb. ས་སྐྱོང་མི་ཕམ་, wylie: Sa-skyong Mi-pham, ur. 1962 r.) – główny nauczyciel w linii Buddyzmu Shambhali i przywódca Shambhala International, sieci miejskich buddyjskich ośrodków medytacyjnych, klasztorów, uniwersytetu i innych przedsięwzięć zapoczątkowanych przez jego ojca, Chögyama Trungpę Rinpoche. Sakyong Mipham jest Wysokim Lamą w tradycji Ningma buddyzmu tybetańskiego.

## Życiorys
Sakyong Mipham Rinpoche urodził się w grudniu 1962 r. w Bodhgaya, w Indiach, jako Ösel Rangdröl Mukpo. Jego ojciec, Chögyam Trungpa, jako buddyjski mnich, stojąc na czele dużej grupy uchodźców, opuścił Tybet w 1959 r. Jego matka, Könchok Paldrön, była mniszką. Tych dwoje połączyła wspólna podróż z Tybetu do Indii. W 1963 r. Chögyam Trungpa wyjechał z Indii, aby studiować na Uniwersytecie Oksfordzkim, a jego syn wczesne lata spędził wraz z matką w tybetańskim obozie dla uchodźców w północno-zachodnich Indiach. Mając 7 lat, zamieszkał z ojcem w Samye Ling, w Szkocji. W 1970 r. Chögyam Trungpa przeniósł się do Stanów Zjednoczonych, a 2 lata później dołączył do niego młody Ösel Mukpo. W 1979 r. Chögyam Trungpa poprowadził ceremonię, podczas której oficjalnie nadał swojemu synowi tytuł Sawang („władca ziemi”). Akt ten uprawomocnił Ösela jako jego następcę w Shambhali i przyszłego Sakyonga. Po śmierci ojca w 1987 r. Sawang przeniósł się do Nepalu i przez 3 lata studiował z Dilgo Khyentse Rinpoche. W tym czasie Ösel Tendzin, Vajra Regent, zastąpił Trungpę Rinpoche jako dzierżyciel buddyjskiej linii i głowa organizacji założonych przez Trungpę, m.in. Vajradhatu, Trening Shambhali i Uniwersytet Naropy. Po śmierci Tendzina w 1990 r. Sawang został rozpoznany jako następca Trungpy w liniach Kagju, Ningma i Shambhali oraz jako przywódca ww. organizacji. W maju 1995 r., podczas ceremonii prowadzonej przez Penora Rinpoche, nastąpiła oficjalna koronacja Sawanga Ösela Rangdröla Mukpo jako Sakyonga. Na krótko przed koronacją Penor Rinpoche rozpoznał Sawanga jako tulku Miphama Wielkiego.
Sakyong Mipham Rinpoche jest przywódcą Shambhala International, globalnej sieci buddyjskich ośrodków medytacyjnych zakorzenionych w idei podstawowej dobroci ludzkości. Sakyong (tyb ས་སྐྱོང་, wylie: sa skyong, słowo składające się z „sa” (ziemia) i „skyong” (chronić), tłumaczone jako „obrońca ziemi”) jest Królem Dharmy, dzierżycielem linii Shambhali i przewodnikiem na ścieżce medytacji tysięcy uczniów na całym świecie. Naucza o medytacji i transformacji społecznej, łącząc w unikatowy sposób perspektywę Wschodu i Zachodu. Przewodzi również wielu projektom humanitarnym. W 2006 r. zainicjował konferencję Compassionate Leadership, wręczając Jego Świątobliwości Dalai Lamie nagrodę Living Peace. Sakyong jest autorem kilku książek, m.in. bestsellera „Przymierze z umysłem”, nagradzanej „Władać swoim światem” i „Running with the Mind of Meditation”. Jest też zapalonym poetą, artystą i sportowcem. Jego najnowsza książka „Shambhala Principle” została wydana 7 maja 2013 r.

## Dharmiczna aktywność
Sakyong Mipham prowadzi programy i odosobnienia w centrach Shambhali w Ameryce Północnej i Europie oraz czuwa nad rozwojem społeczności Shambhali, współpracując blisko z jej doświadczonymi nauczycielami i liderami. W 2001 r. po raz pierwszy odwiedził Tybet, miejsce, które jego ojciec opuścił w 1959 r., gdzie jako Sakyonga i inkarnację Miphama powitały go tysiące ludzi. Choseng Trungpa (Dwunasty Tulku Trungpy) wraz z innymi tulku i przywódcami Sarmang poprosił, aby ten objął przywództwo nad klasztorami Surmang i ich ludem. W czasie pobytu w Tybecie zwrócono się do niego również z prośbami o przyjęcie odpowiedzialności za klasztor Weyen, sierociniec Gesara, Instytut Miphama w Golok i Klasztor Khamput w Kham. Sakyong wspiera dziś wszystkie z tych miejsc poprzez Fundację Konchok.
W 2004 r. Sakyong wrócił do Indii, aby po raz pierwszy spotkać Karmapę Ogyena Trinleya Dorje, oraz do Tybetu, aby odwiedzić klasztory pozostające pod jego opieką.